# Sphicosa coriacea
Sphicosa coriacea är en tvåvingeart som beskrevs av Jacques-Marie-Frangile Bigot 1889. Sphicosa coriacea ingår i släktet Sphicosa och familjen dansflugor. Inga underarter finns listade i Catalogue of Life.